# Schweizer Meisterschaften im Skilanglauf 2000
Die Schweizer Meisterschaften im Skilanglauf 2000 fanden vom 8. bis zum 13. Februar 2000 im Val de Travers und am 2. April 2000 im Les Mosses/La Lécherette statt. Ausgetragen wurden bei den Männern die Distanzen 30 km und 50 km, sowie ein Einzelrennen mit Verfolgungsstart und die 4 × 10 km Staffel. Bei den Frauen fanden die Distanzen 15 km und 30 km, sowie ein Einzelrennen mit Verfolgungsstart und die 4 × 5 km Staffel statt. Zudem wurden erstmals Sprintrennen ausgetragen. Bei den Männern gewann Reto Burgermeister das Verfolgungsrennen, Patrick Rölli über 30 km und Christian Stolz über 50 km. Zudem siegte Christoph Eigenmann im Sprint und die Staffel vom SC Marbach. Bei den Frauen gewann Brigitte Albrecht im Sprint und die Verfolgungsrennen, Natascia Leonardi über 15 km, Laurence Rochat über 30 km und die Staffel vom SC Klosters.

## Männer

### Sprint Freistil
| Platz | Name                | Verein        |
| ----- | ------------------- | ------------- |
| 1     | Christoph Eigenmann | Ebnat-Kappel  |
| 2     | Peter von Allmen    | SC Bex        |
| 3     | Dominik Walpen      | SC Ulrichen   |
| 4     | Wilhelm Aschwanden  | SC Marbach    |
| 5     | Christian Stolz     | Schwarzenburg |
| 6     | Thomas Mürner       | SC Frutigen   |
| 7     | Daniel Romanens     | SC Ulrichen   |
| 8     | Sven Wenger         | SC Ulrichen   |

Datum: Dienstag, 8. Februar 2000 im Val de Travers

Den ersten Sprint bei Schweizer Meisterschaften gewann Christoph Eigenmann, der bis dahin keinen Schweizer Kader angehörte und holte damit seinen ersten Meistertitel. Es nahmen 29 Läufer teil.

### 10 km klassisch + 10 km Freistil Verfolgung
| Platz | Name               | Verein                   | Zeit nach Einzelrennen (min) | Gesamtzeit (min) |
| ----- | ------------------ | ------------------------ | ---------------------------- | ---------------- |
| 01    | Reto Burgermeister | Pfäffikon                | 27:18,6                      | 52:25,2          |
| 02    | Patrick Rölli      | SC Horw                  | 28:04,7                      | 52:44,3          |
| 03    | Wilhelm Aschwanden | SC Marbach               | 28:01,7                      | 52:45,7          |
| 04    | Christian Stolz    | Schwarzenburg            | 27:59,1                      | 53:00,2          |
| 05    | Dominik Berchtold  | Giswil                   | 28:19,2                      | 54:18,8          |
| 06    | Dominik Walpen     | SC Ulrichen              | 28:20,2                      | 54:32,6          |
| 07    | Andreas Zihlmann   | SC Marbach               |                              | 55:24,7          |
| 08    | Christof Schnider  | Flühli                   |                              | 55:41,6          |
| 09    | Eugen Huser        | Dallenwil                | 29:28,4                      | 55:49,8          |
| 10    | Daniel Romanens    | Grenzwachtkorps Ulrichen |                              | 55:57,8          |

Datum: Donnerstag, 10. Februar 2000 im Val de Travers

Einzelrennen und Verfolgungsstart fanden erstmals am gleichen Tag statt und wurden als ein Rennen gewertet. Reto Burgermeister, der auch nachdem Einzelrennen führte, gewann mit 19,1 Sekunden Vorsprung auf Patrick Rölli und Wilhelm Aschwanden.

### 30 km Freistil
| Platz | Name               | Verein       | Zeit (std) |
| ----- | ------------------ | ------------ | ---------- |
| 01    | Patrick Rölli      | SC Horw      | 1:15:06,8  |
| 02    | Christof Schnider  | Flühli       | 1:15:13,5  |
| 03    | Edgar Faller       | Deutschland  | 1:16:48,6  |
| 04    | Sven Wenger        | Emmen        | 1:16:50,3  |
| 05    | Gilles Marguet     | Frankreich   | 1:16:51,2  |
| 06    | Didier Roy         | Frankreich   | 1:16:55,0  |
| 07    | Simon Hallenbarter | SC Obergoms  | 1:16:55,8  |
| 08    | Christophe Fresard | Saignelegier | 1:17:09,9  |
| 09    | Eugen Huser        | Dallenwil    | 1:17:20,1  |
| 10    | Benoit Chopard     | Frankreich   | 1:17:26,6  |

Datum: Samstag, 12. Februar 2000 im Val de Travers

Mit 6,7 Sekunden Vorsprung vor Christof Schnider holte Patrick Rölli seinen ersten Meistertitel. Ausländische Teilnehmer erhielten keine Medaillen.

### 50 km klassisch
| Platz | Name               | Verein          | Zeit (std) |
| ----- | ------------------ | --------------- | ---------- |
| 01    | Christian Stolz    | Schwarzenburg   | 2:16:11,2  |
| 02    | Patrick Mächler    | Grenzwachtkorps | 2:17:09,2  |
| 03    | Patrick Rölli      | SC Horw         | 2:17:47,5  |
| 04    | Gion-Andrea Bundi  | SC Davos        | 2:19:15,4  |
| 05    | Dominik Walpen     | SC Ulrichen     | 2:19:56,8  |
| 06    | Reto Burgermeister | Pfäffikon       | 2:20:56,2  |
| 07    | Wilhelm Aschwanden | SC Marbach      | 2:21:34,5  |
| 08    | Christoph Schnider | Flühli          | 2:22:18,0  |
| 09    | Rolf Zurbrügg      | SC Adelboden    | 2:22:20,0  |
| 10    | Dominik Berchtold  | Ulrichen        | 2:23:51,2  |

Datum: Sonntag, 2. April 2000 in Les Mosses

Mit 58 Sekunden Vorsprung gewann überraschend der Schwarzenberger Christian Stolz vor Patrick Mächler und holte damit seinen ersten Meistertitel.

### 3 × 10 km Staffel
| Platz | Namen                                               | Verein          | Zeit (std) |
| ----- | --------------------------------------------------- | --------------- | ---------- |
| 01    | Andreas Zihlmann Beat Koch Wilhelm Aschwanden       | SC Marbach      | 1:18:12,3  |
| 02    | Dominik Walpen Dominik Bertold Patrick Mächler      | Grenzwachtkorps | 1:20:23,1  |
| 03    | Lukas Schindler Christoph Burkhardt Christian Stolz | Bern            | 1:20:44,3  |
| 04    | Matthias Simmen Rico Elmer Daniel Romanens          | Grenzwachtkorps | 1:20:59,6  |
| 05    |                                                     | Saignelegier    | 1:23:38,6  |

Datum: Sonntag, 13. Februar 2000 im Val de Travers

Es nahmen 15 Staffeln teil.

## Frauen

### Sprint Freistil
| Platz | Name              | Verein                |
| ----- | ----------------- | --------------------- |
| 1     | Brigitte Albrecht | Lax                   |
| 2     | Andrea Huber      | La Punt               |
| 3     | Flurina Bachmann  | SC Bernina Pontresina |
| 4     | Laurence Rochat   | Le Lieu               |
| 5     | Edwige Capt       | Le Sentier            |
| 6     | Domenica Oswald   | Alpina St. Moritz     |

Datum: Dienstag, 8. Februar 2000 im Val de Travers

Den ersten Sprint bei den Frauen bei Schweizer Meisterschaften gewann Brigitte Albrecht vor Andrea Huber und Flurina Bachmann. Es nahmen zehn Läuferinnen teil.

### 5 km klassisch + 5 km Freistil Verfolgung
| Platz | Name              | Verein                | Zeit nach Einzelrennen (min) | Gesamtzeit (min) |
| ----- | ----------------- | --------------------- | ---------------------------- | ---------------- |
| 01    | Brigitte Albrecht | Lax                   | 15:23,7                      | 30:02,5          |
| 02    | Andrea Huber      | La Punt               | 15:25,6                      | 30:18,8          |
| 03    | Natascia Leonardi | Poschiavo             | 15:51,7                      | 30:41,4          |
| 04    | Flurina Bachmann  | SC Bernina Pontresina | 16:53,5                      | 31:51,0          |
| 05    | Nathalie Kessler  | SC Galgenen           | 16:53,3                      | 31:53,9          |
| 06    | Laurence Rochat   | Le Lieu               | 16:56,5                      | 32:12,1          |

Datum: Donnerstag, 10. Februar 2000 im Val de Travers

Brigitte Albrecht gewann mit 16,3 Sekunden vor Andrea Huber und holte damit ihren 13. Meistertitel.

### 15 km Freistil
| Platz | Name              | Verein      | Zeit (min) |
| ----- | ----------------- | ----------- | ---------- |
| 01    | Natascia Leonardi | Poschiavo   | 48:23,8    |
| 02    | Andrea Senteler   | Klosters    | 48:50,2    |
| 03    | Nathalie Kessler  | SC Galgenen | 50:52,0    |
| 04    | Susanne Bösch     | Bern        | 51:02,2    |
| 05    | Gaby Kolanos      | Bern        | 51:25,4    |
| 06    | Edwige Capt       | Le Sentier  | 51:41,4    |

Datum: Samstag, 12. Februar 2000 im Val de Travers

Natascia Leonardi siegte mit 26,4 Sekunden Vorsprung auf Andrea Senteler und Nathalie Kessler und holte damit ihren zweiten Meistertitel.

### 30 km klassisch
| Platz | Name              | Verein                | Zeit (std) |
| ----- | ----------------- | --------------------- | ---------- |
| 01    | Laurence Rochat   | Li Lieu               | 1:28:39,3  |
| 02    | Natascia Leonardi | Poschiavo             | 1:28:48,1  |
| 03    | Brigitte Albrecht | Lax                   | 1:30:14,0  |
| 04    | Andrea Senteler   | Klosters              | 1:31:12,2  |
| 05    | Flurina Bachmann  | SC Bernina Pontresina | 1:31:53,6  |
| 06    | Edwige Capt       | Sentier               | 1:33:43,8  |
| 07    | Sybille Schuler   | Schattdorf            | 1:34:31    |
| 08    | Nathalie Kessler  | SC Galgenen           | 1:35:32    |
| 09    | Melanie Fatzer    | SC Obergoms           | 1:35:51    |
| 010   | Anne Maitre       | Chaument              | 1:37:55    |

Datum: Sonntag, 2. April 2000 in Les Mosses
 Mit 8,8 Sekunden Vorsprung gewann Laurence Rochat vor Natascia Leonardi und holte damit ihren ersten Meistertitel.

### 3 × 5 km Staffel
| Platz | Namen                                                | Verein            | Zeit (min) |
| ----- | ---------------------------------------------------- | ----------------- | ---------- |
| 01    | Karin Camenisch Seraina Boner Andrea Senteler        | SC Klosters       | 46:16,0    |
| 02    | Seraina Mischol Saskia Bösch Nadja Scaruffi          | SC Davos          | 46:31,7    |
| 03    | Domenica Oswald Andrea Huber Christine Gilli-Brügger | Alpina St. Moritz | 47:30,1    |
| 04    |                                                      | SAS Bern          | 47:46,9    |
| 05    |                                                      | SC Obergoms       | 48:24,8    |

Datum: Sonntag, 13. Februar 2000 im Val de Travers

Es waren 8 Staffeln am Start.